# Brachymenium
Brachymenium là một chi rêu trong họ Bryaceae.